# Девчонки (фильм)
«Девчонки» (англ. These Girls) — фильм режиссёра Джона Хэзлетта, 2005 года, снятый по сценарию Вивьен Лаксдал. Роли исполняли Дэвид Борианаз (известный своими ролями: Ангела в телесериалах «Баффи — истребительница вампиров» и «Ангел», а также ролью специального агента ФБР Сили Бута в сериале «Кости».), Каролин Даверна (известная своей ролью Джей Тайлер в телесериале Чудопад), Холли Льюис, Аманда Уолш, Колин Берри и Доннел МакКензи.
Премьера фильма состоялась 2 марта 2006 года в Квебеке, 24 марта 2006 года в Английской Канаде, 16 мая 2006 года выпущена на DVD и в Северной Америке. Фильм также был показан на ежегодном кинофестивале в Торонто.

## Сюжет
История, которую рассказывает главная героиня Кира Сент-Джордж (Каролин Даверна), происходила летом, после которой жизнь трех подруг круто изменилась.
Кира не может решить чего она хочет в жизни, она подрабатывает в закусочной, любит повеселиться с друзьями, что не нравится её отцу. Он же постоянно намекает ей на то, что пора уже определиться в жизни и подумать о колледже, из которого ей пришло письмо на собеседование. Каждый раз он ставит на видное место это письмо, чтоб Кира его прочитала, но она, даже и не думает его открывать и постоянно выбрасывает его в мусорное ведро. Её лучшие подруги: Глори Лорейн (Аманда Уолш) — красивая, но несколько циничная девушка, мечтает о счастливом браке; и Лиза Макдугал (Холли Льюис) — неуклюжая, религиозная девушка, одержимая сексом.
Глори подрабатывает нянькой на Кита Кларка (Дэвид Борианаз) и его жену Сью, которая работает в ночную смену четыре раза в неделю. В то время пока его жена на работе Кит любит покататься на мотоцикле и поиграть с друзьями в карты, а Глори в это время сидит с их ребенком. Как-то раз знакомый Киры, Гордон Грубер (Доннел МакКензи) — на вид немного заторможенный парень, рассказал ей, что у Кита во дворе растет конопля. В ту же ночь Кира и Лиза решают проникнуть к нему во двор сорвать пару веточек. Уже когда они собрались уходить, Лиза услышала, как из приоткрытого окна доносились стоны Кита и его жены. Решив подсмотреть за тем, как Кит и его жена занимаются сексом, они обнаруживают, что это вовсе не его жена Сью, а их подруга Глори, которая часто присматривает за его ребенком. После этого подруги начали подшучивать над Глори, а Кира советовала вообще прекратить эту затею, так как он женатый мужчина и у него уже есть ребенок, на что Глори ответила, что и не думает прекращать свои отношения с Китом, так как очень сильно его любит и он полностью удовлетворяет её как мужчина. После этого разговора Кира решила проверить — действительно ли Кит так хорош, и тоже пытается соблазнить его, что у неё получается. На следующий день эта же мысль настигает и их третью подругу Лизу. Кира пытается её отговорить и напоминает ей, что она религиозный человек и не должна так поступать, на что Лиза ей ответила, что до крещения она хотела бы это сделать, так как потом, когда она уедет учиться в школу адвентистов у неё уже не будет такой возможности.
Когда Глори узнает о планах Лизы она приходит в ярость и пытается предотвратить это, у дома Кита она встречает Киру, которая сообщает ей, что тоже переспала с Китом, ворвавшись в дом, они увидели, что Лиза уже осуществила свой план. После такого подруги, конечно, рассорились, но вскоре они нашли выход из этого положения. Их план был простым — Сью работала четыре ночи в неделю, следовательно, каждая из них может проводить с Китом одну ночь, а в четвертую, они приходят все вместе. Услышав это, Кит естественно отказался, но Кира пригрозилась тогда рассказать все его жене, а также рассказать полиции о том, что растет у него во дворе.
Проходит время, Кира, Глории, Лиза и Кит придерживаются своего плана, но явно видно, что Киту начинает все это надоедать и он хотел бы от них избавиться. У него появляется план сказать девчонкам про проблемы с его другом Ленни (Пол Спенс), якобы он хочет с ним поквитаться, а следовательно находиться рядом с ним девчонкам опасно, для чего он просит Ленни прийти к нему домой и наехать на него для убедительности. Но, к сожалению, план Кита был обречен на провал с самого начала. Во-первых Грубер следил за Китом и знал и о его похождениях, и о планах избавления от девчонок, во вторых Кира, Глори и Лиза действительно поверили что Ленни хочет как то навредить Киту, и они решают сбежать из дома где разгорелась драка, забрав с собой его дочку Жасмин, когда Кит обнаружил что его дочь пропала, они с Грубером отправляются на поиски. Когда они нашли девчонок вместе с его дочкой Грубер ударяет Кита по голове и он теряет сознание, после чего появляется ещё один их знакомый Дони (Колин Берри), который предлагает отвезти его домой и позвонить 911.
Дома они звонят в скорую, но тут же сбрасывают так не подумали о том как они объяснят эту всю ситуацию, в то время Кит уже приходит в себя и решает открыть карты. Глори тоже открывает секрет — она беременна, но Кит отнюдь не счастлив и говорит, что это была не любовь, он просто хотел развлечься. Возмущенные таким поведением, ребята уходят, в это время возвращается Сью и видит что дома бардак после драки, а у Кита разбита голова, он говорит ей, что это все Ленни, даже не подозревая о том, что она пожалуется на него в полицию. Такой исход конечно же не понравился Ленни, и после того как история немного утряслась он навестил Кита. Дони признался Глори, что любит её и что он готов растить с ней ребенка Кита. Лиза уезжает в религиозную школу, а Кира решается наконец то поступить в колледж.

## В ролях
- Дэвид Борианаз Кит Кларк
- Каролин Даверна Кира Сент-Джордж
- Аманда Уолш Глори Лорейн
- Холли Льюис Лиза Макдугал
- Доннел МакКензи Гордон Грубер
- Колин Берри Дони Чесник
- Пол Спенс Ленни